# Якуб ибн Киллис
Якуб ибн Киллис (Абу ал-Фарадж Якуб ибн-Юсуф ибн-Киллис; родился в Багдаде в 930 году, ум. в Каире в 991 году) — фатимидский визирь в годы правления халифа Аль-Азиза Биллаха, исмаилитский учёный.
Еврей по происхождению, Ибн-Киллис исповедовал иудаизм в течение первой половины своей жизни. Переселившись из Месопотамии в Египет, Ибн-Киллис был назначен правителем Кафуром служить во дворцовой администрации. Быстро делая карьеру, вскоре стал доверенным министром Кафура (960 год); все общественные расходы находились под его контролем.
Однако зависть к Ибн-Киллису принудила его принять ислам (967 год).
Влияние Ибн-Киллиса росло до смерти Кафура, когда он был арестован по приказанию визиря Ибн-аль-Фурата, зависть которого Ибн-Киллис вызывал. Друзья, однако, заступились за него, и Ибн-Киллис получил свободу.
Ибн-Киллис отправился тайно в Ифрикию, где поступил на службу к Аль-Муиззу аль-Убайду. Вскоре он снискал доверие нового владетеля; когда тот завоевал Египет и утвердил в нём Фатимидскую династию, то назначил Ибн-Киллиса заведующим гражданской администрацией (978 год). После смерти Аль-Муизза (979 год) его сын и наследник Аль-Азиз назначил Ибн-Киллиса визирем (979—991).
Знаменитый университет Аль-Азхар в Каире основал Якуб ибн-Киллис.
Ибн-Киллис очень любил науки, и его дворец был открыт для учёных и поэтов. Он написал юридический труд Kitab fi al-Fikh (Ар-Рисала ал-визийа) трактующий о исмаилитских доктринах.
Якуб ибн-Киллис назначил еврея Менашше бен Аврахама Ибн-Каззаза наместником Сирии. Тот мудро и рачительно использовал эту влиятельную должность во благо евреям.
После смерти Ибн-Киллиса, государственные учреждения были закрыты на 18 дней и торговая деятельность приостановилась. Целый месяц могила Ибн-Киллиса была местом паломничества, поэты воспевали добродетели умершего, а толпа пела стихи Корана днём и ночью.
На момент смерти, в его (и его семьи) собственности было 200 тысяч динаров, участки земли стоимостью в 300 тысяч динаров, 4000 мужчин и 8000 женщин рабов.